# Valerietta forsteri
Valerietta forsteri är en fjärilsart som beskrevs av Max Wilhelm Karl Draudt 1938. Valerietta forsteri ingår i släktet Valerietta och familjen nattflyn. Inga underarter finns listade i Catalogue of Life.